# 多美魣
多美魣（學名：Sphyraena tome）為輻鰭魚綱鱸形目鯖亞目金梭魚科的其中一種，分布於西南大西洋區，從巴西東南部至阿根廷海域，棲息深度19-38公尺，體長可達45公分，棲息在沿岸海域，屬肉食性，具利齒，易造成創傷。